# 闘う音楽家 浦田兄弟
闘う音楽家 浦田兄弟（たたかうおんがくか うらたきょうだい）は、日本の福岡県出身の双子ユニット。兄：佑樹と弟：宏樹からなる音楽家である。

## 来歴・人物
1993年に日本の福岡県久留米市に一卵性双生児として生まれる。
幼い頃から柔道を始め、柔道の大会ではよく双子で対決になり、顔が非常に似ているため、審判が勝敗を間違えることがあった。
20歳より音楽を始める。初めから2人で音楽を始めたのではなく、歌うのが好きだった兄の佑樹が音楽イベントやカラオケ大会などに出るようになり、そのステージを見に来た弟の宏樹が心を動かされ、人前で一度も歌ったことが無かったが音楽を始める。福岡市内のボイストレーニングに通うようになり、闘う音楽家　浦田兄弟を結成し、音楽活動を始めた。
音楽を始めた当初、兄の佑樹は会社員として働き、弟の宏樹は山口県の大学で柔道部のキャプテンをしながら、毎週末は福岡に集まり、ボイトレや路上ライブを行っていた。
- ULTRA STUDIOS設立。
- 屋上テントサウナの立ち上げ。
- ゴスペルチーム「KURUME ONE VOICE」を結成。

## メンバー
佑樹
双子の兄。主にキーボードとボーカルを担当している。その他、楽器は、ピアノ、ギター、ベース、ドラム、カホン、サックス、DJ、なども持っている。また、多趣味であるため、音楽以外にも、筋トレや柔道、バイク、ツーリング、キャンプ、登山、旅行、サウナ、農業、家庭菜園、等も好きである。
宏樹
双子の弟。主にギターとボーカルを担当している。その他、楽器はピアノが弾ける。高校生時代は、柔道の福岡県大会60kg級で県大会2位を収めた。大学は山口県の大学に進学し、中部四国大会60kg級で優勝を果たし、全国大会出場の経験もある。なお、2024年現在も現役で奮闘中。そして、兄と同じく多趣味である。

## 作品

### シングルCD
FUNCTION（2016.9.22）
1. ファンクション
2. 僕に話して
3. ファンクション（オケ）
4. 僕に話して（オケ）

### デジタル配信
- STEP　UP（2021.4.20）
- JUST DO IT (2021.10.18)
- REVENGE（2023.8.1)
- FUNCTION（2024.1.12）
- TODAY (2024.5.5)
- QUALITY OF LIFE (2024.5.17)

## 出演
- トヨタカローラ福岡主催第7弾key10ミュージックオーディション選出
- 福岡音楽番組「オトノオモイ」出演
- RKBラジオ出演
- FM福岡ラジオ出演
- KBCドォーモ×ラジオ出演
- 久留米のお祭り「ミノウデフェス」 - 実行員兼出演アーティスト
- 山口県長州和牛カレーCM - ナレーション担当
- KBCテレビ「お天気コンサート」 - MV「STEP UP」放送
- タマホームスタジアム筑後　福岡ソフトバンクホークス2軍戦 - 試合開始前オープニング
- モンゴルの首都ウランバートルにて、初の海外ライブを行う。